# Sudak
Sudak (în rusă și ucraineană Судак) este un oraș în Republica Autonomă Crimeea din Ucraina, centru administrativ al raionului cu același nume. Este o importantă stațiune de pe litoralul de sud-est al peninsulei Crimeea, situat la poalele Munților Crimeii. Are cca 15 mii de locuitori. Orașul a fost fondat în anul 212. În perioada domniei împăratului bizantin Iustinian (sec.VI) la Sudak a fost construită o cetate. În sec. XII-XIV Sudakul este un important centru comercial. Între 1205 și 1365 a fost colonie venețiană, iar între 1365 și 1475 a fost în mîinile genovezilor, fiind apoi cucerit de otomani. La Sudak s-a pastrat o impunătoare fortăreață genoveză.

## Demografie
Componența lingvistică a orașului Sudak
     Rusă (77,81%)
     Tătară crimeeană (9,74%)
     Ucraineană (9,18%)
     Alte limbi (0,33%)
Conform recensământului din 2001, majoritatea populației orașului Sudak era vorbitoare de rusă (77,81%), existând în minoritate și vorbitori de tătară crimeeană (9,74%) și ucraineană (9,18%).